# イスレタ・プエブロ

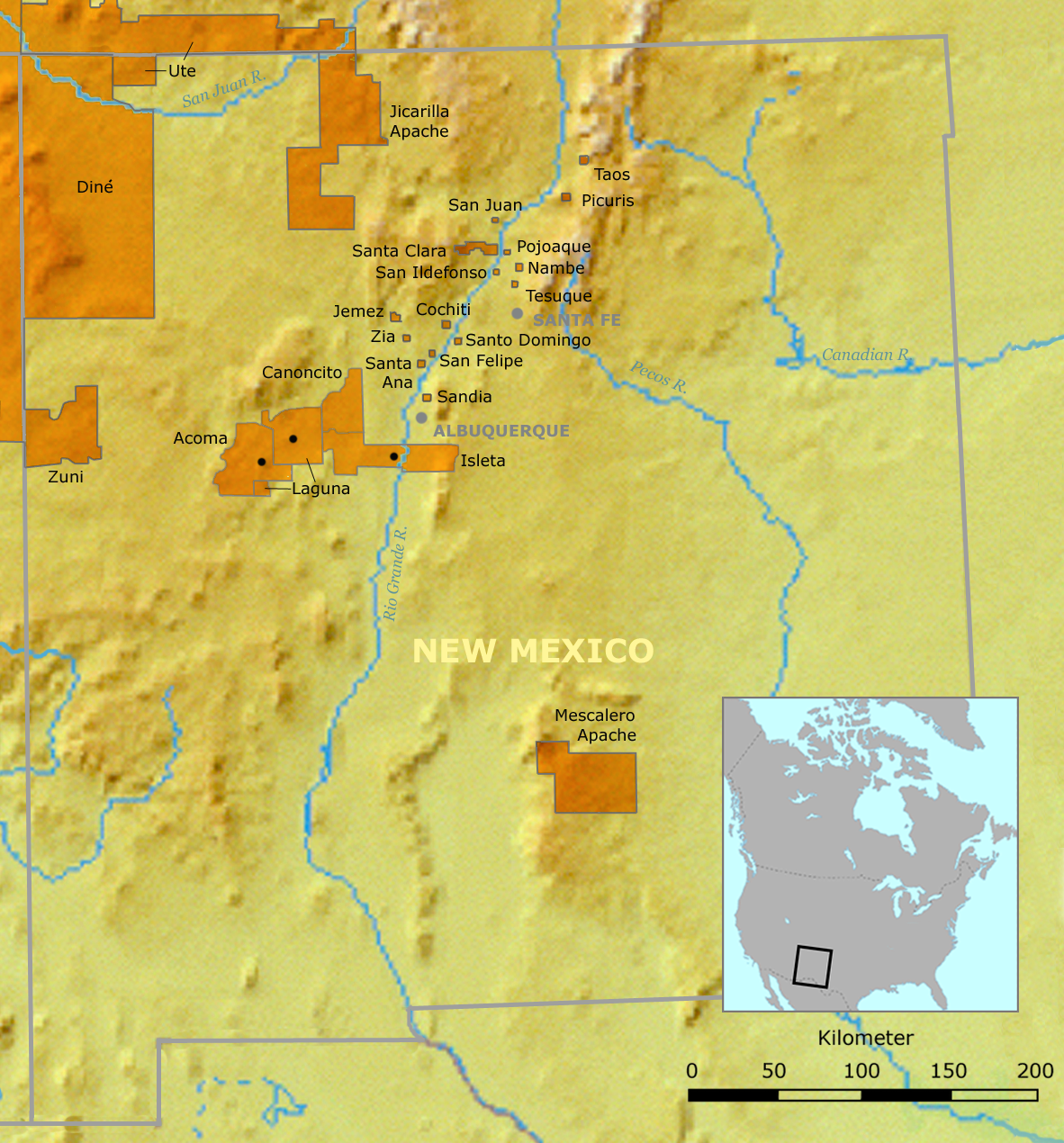
ニューメキシコ州のプエブロの地図

イスレタ・プエブロ（Isleta Pueblo）はアメリカ合衆国ニューメキシコ州ベルナリオ郡にあるプエブロ。もともとは14世紀頃に創設された。このプエブロの人々は南部ティワ語を話すインディアンのティワ族（スペイン語: Tigua）の出身である。イスレタ・プエブロ はアルバカーキの南13マイル（21km）のリオグランデ川流域に位置している。イスレタという名前はスペイン語で「小さな島」を意味する。スペイン伝道所のサンアグスティン・デ・ラ・イスレタは1612年にフランシスコ会によってこのプエブロに建てられた。1680年のプエブロの反乱の間、プエブロの人々の多くはアリゾナのホピの居住地へ逃れ、他の者は南のエルパソ・デル・ノルテ（現在のメキシコのシウダーフアレス）に避難するスペイン人の後を追った。この反乱の後、イスレタの人々は、多くがホピの配偶者を連れてプエブロに戻った。1800年代の後半、イスレタのコミュニティに加わっていたラグナ・プエブロとアコマ・プエブロとの不和によって、オライビの衛星入植地の創設がもたらされた。今日、主なプエブロと同様に、イスレタはオライビとチカレの小さなコミュニティから成る。
今日このプエブロは、イスレタ・カジノ&リゾート、イスレタ・イーグル・ゴルフ場、イスレタ湖レクレーション複合施設を経営している。